# アシミロビン
アシミロビン（英: Asimilobine）は、分子式C17H17NO2で表されるアルカロイドである。PC12細胞においてドーパミン生合成阻害薬として働く他、セロトニン受容体拮抗薬として働くことが報告されている。1965年に京都大学と京都薬科大学の研究で、日本の京都市東山区山科（現・山科区）および埼玉県春日部市で採取したポポー（Asimina triloba）から単離が報告された。